# Palmarés de clubes da Alemanha Oriental de futebol
Esta é uma lista dos títulos e troféus conquistados pelos clubes da Alemanha Oriental que participaram nas competições desse país de futebol até a época de 1990 quando houve a reunificação da Alemanha. Esta lista inclui as competições nacionais organizadas pela Federação de futebol da RDA, essas competições eram: O Campeonato da RDA, a Taça da RDA e a Supertaça da RDA  A lista também inclui as competições internacionais vencidas pelos clubes da RDA reconhecidas pela UEFA que são: A UEFA Cup Winners' Cup.

## Lista
| Palmarés dos clubes da República Democrática Alemã de futebol (1948-1990) | Palmarés dos clubes da República Democrática Alemã de futebol (1948-1990) | Palmarés dos clubes da República Democrática Alemã de futebol (1948-1990) | Palmarés dos clubes da República Democrática Alemã de futebol (1948-1990) | Palmarés dos clubes da República Democrática Alemã de futebol (1948-1990) | Palmarés dos clubes da República Democrática Alemã de futebol (1948-1990) | Palmarés dos clubes da República Democrática Alemã de futebol (1948-1990) | Palmarés dos clubes da República Democrática Alemã de futebol (1948-1990) | Palmarés dos clubes da República Democrática Alemã de futebol (1948-1990) |
|                                                                           |                                                                           | Competições nacionais                                                     | Competições nacionais                                                     | Competições nacionais                                                     | Competições continentais                                                  |                                                                           |                                                                           |                                                                           |
| #                                                                         | Clubes                                                                    | Campeonato                                                                | Taça da RDA                                                               | Supertaça                                                                 | Taça das Taças                                                            | Total                                                                     | Último troféu conquistado                                                 | Ano                                                                       |
| ------------------------------------------------------------------------- | ------------------------------------------------------------------------- | ------------------------------------------------------------------------- | ------------------------------------------------------------------------- | ------------------------------------------------------------------------- | ------------------------------------------------------------------------- | ------------------------------------------------------------------------- | ------------------------------------------------------------------------- | ------------------------------------------------------------------------- |
| 1                                                                         | SG Dynamo Dresden                                                         | 8                                                                         | 7                                                                         | -                                                                         | -                                                                         | 15                                                                        | Taça da RDA                                                               | 1990                                                                      |
| 2                                                                         | Berliner FC Dynamo                                                        | 10                                                                        | 3                                                                         | 1                                                                         | -                                                                         | 14                                                                        | Supertaça da RDA                                                          | 1989                                                                      |
| 3                                                                         | 1. FC Magdeburg                                                           | 3                                                                         | 7                                                                         | -                                                                         | 1                                                                         | 11                                                                        | Taça da RDA                                                               | 1983                                                                      |
| 4                                                                         | FC Vorwärts Frankfurt                                                     | 6                                                                         | 2                                                                         | -                                                                         | -                                                                         | 8                                                                         | Taça da RDA                                                               | 1970                                                                      |
| 5                                                                         | FC Carl Zeiss Jena                                                        | 3                                                                         | 4                                                                         | -                                                                         | -                                                                         | 7                                                                         | Taça da RDA                                                               | 1980                                                                      |
| 6                                                                         | BSG Sachsenring Zwickau                                                   | 2                                                                         | 3                                                                         | -                                                                         | -                                                                         | 5                                                                         | Taça da RDA                                                               | 1975                                                                      |
| 7                                                                         | BSG Wismut Aue                                                            | 3                                                                         | 1                                                                         | -                                                                         | -                                                                         | 4                                                                         | Campeonato da RDA                                                         | 1959                                                                      |
| 8                                                                         | BSG Chemie Leipzig                                                        | 2                                                                         | 2                                                                         | -                                                                         | -                                                                         | 4                                                                         | Taça da RDA                                                               | 1966                                                                      |
| 9                                                                         | 1. FC Lokomotive Leipzig                                                  | -                                                                         | 4                                                                         | -                                                                         | -                                                                         | 4                                                                         | Taça da RDA                                                               | 1987                                                                      |
| 10                                                                        | FC Rot-Weiß Erfurt                                                        | 2                                                                         | -                                                                         | -                                                                         | -                                                                         | 2                                                                         | Campeonato da RDA                                                         | 1955                                                                      |
| 11                                                                        | BSG Turbine Halle                                                         | 2                                                                         | -                                                                         | -                                                                         | -                                                                         | 2                                                                         | Campeonato da RDA                                                         | 1952                                                                      |
| 12                                                                        | FC Hansa Rostock                                                          | 1                                                                         | 1                                                                         | -                                                                         | -                                                                         | 2                                                                         | Taça da RDA                                                               | 1991                                                                      |
| 13                                                                        | Hallescher FC Chemie                                                      | -                                                                         | 2                                                                         | -                                                                         | -                                                                         | 2                                                                         | Taça da RDA                                                               | 1962                                                                      |
| 14                                                                        | FC Karl-Marx-Stadt                                                        | 1                                                                         | -                                                                         | -                                                                         | -                                                                         | 1                                                                         | Campeonato da RDA                                                         | 1967                                                                      |
| 15                                                                        | BSG Motor Dessau                                                          | -                                                                         | 1                                                                         | -                                                                         | -                                                                         | 1                                                                         | Taça da RDA                                                               | 1949                                                                      |
| 16                                                                        | BSG Stahl Thale                                                           | -                                                                         | 1                                                                         | -                                                                         | -                                                                         | 1                                                                         | Taça da RDA                                                               | 1950                                                                      |
| 17                                                                        | FSV Lokomotive Dresden                                                    | -                                                                         | 1                                                                         | -                                                                         | -                                                                         | 1                                                                         | Taça da RDA                                                               | 1958                                                                      |
| 18                                                                        | 1. FC Union Berlin                                                        | -                                                                         | 1                                                                         | -                                                                         | -                                                                         | 1                                                                         | Taça da RDA                                                               | 1968                                                                      |
| Ref.                                                                      | Ref.                                                                      | [carece de fontes?]                                                       | [carece de fontes?]                                                       | [carece de fontes?]                                                       | [carece de fontes?]                                                       | -                                                                         | -                                                                         | -                                                                         |